# Rexburg
Rexburg ist eine Stadt und  Verwaltungssitz des Madison County im US-Bundesstaat Idaho.

## Geographie
Rexburg liegt am östlichen Rand der Snake River Plain nahe den St. Anthony Sand Dunes, am westlichen Zugang zum Yellowstone National Park
und zum Grand Teton. In Rexburg wurde der dritte Mormonen-Tempel Idahos errichtet. Die Stadt bedeckt eine
Fläche von 12,8 km² (5,0 mi²), davon sind 0,2 km² Wasserflächen.

## Geschichte
Rexburg wurde durch den Dammbruch des Teton-Staudammes am 5. Juni 1976 sehr stark beschädigt.
Der gesamte nördliche  Teil der Stadt stand tagelang unter Wasser. Bei dieser Katastrophe
verloren 11 Menschen ihr Leben  und mehr als 13.000 Menschen verloren ihre Unterkünfte.
Der Damm wurde nach der Zerstörung nicht wieder aufgebaut.

## Demographie
Laut Volkszählung 2020 des US Census Bureau hatte Rexburg eine Einwohnerzahl von 39.409.
| Jahre     | Anteil  |
| --------- | ------- |
| unter 18  | 18,30 % |
| 18 bis 24 | 57,30 % |
| 25 bis 44 | 11,90 % |
| 45 bis 64 | 7,60 %  |
| über 65   | 4,90 %  |

Das Durchschnittsalter beträgt 20 Jahre.

## Sehenswürdigkeiten
- Teton Flood Museum
- Yellowstone Bear World

## Söhne und Töchter der Stadt
- E. Cardon Walker, genannt Card Walker, (1916–2005), Manager
- James Sorenson (1921–2008), Unternehmer
- Mark G. Ricks (1924–2016), Politiker; 2006 und 2007 Vizegouverneur von Idaho
- Heather Moody (* 1973), Wasserballspielerin
- Paul Christian Kruger, Jr. (* 1986), American-Football-Spieler in der National Football League (NFL)
- Chari Hawkins (* 1991), Siebenkämpferin